# Bemanning

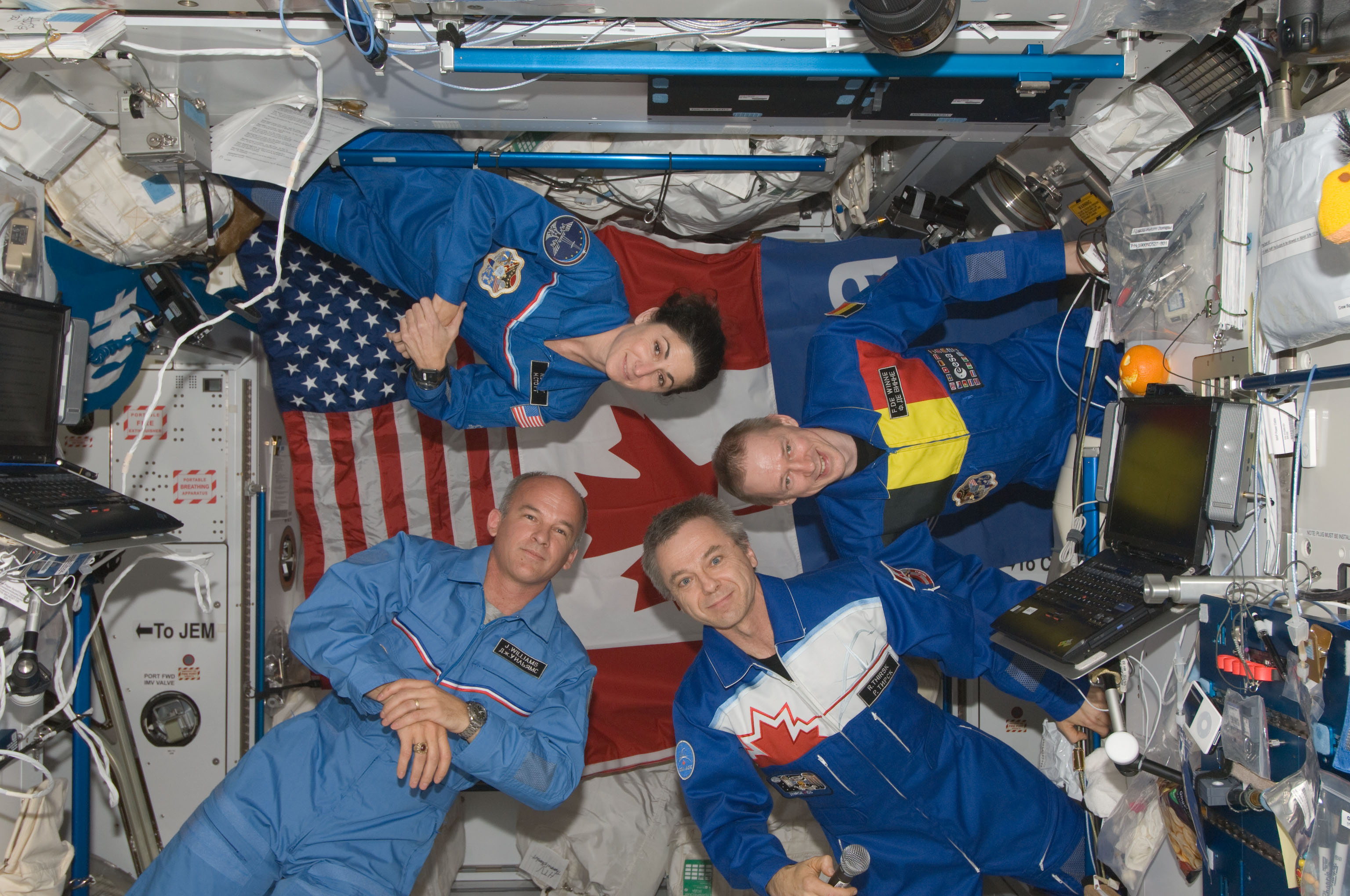
Bemanningsleden van het internationale ruimtestation (ISS), 28 oktober 2009. Geheel rechts de Belgische astronaut Frank De Winne.

De bemanning of bezetting is het personeel van een vaartuig, vliegtuig of voertuig. Het is de groep mensen die aan boord werken van een boot, schip, vliegtuig of ruimtevaartuig, of die een militair voertuig zoals een tank of een stuk artillerie zoals een houwitser bedienen.
De term is oorspronkelijk afkomstig uit de scheepvaart. Soms wordt ook wel de Engelstalige benaming crew of het Franstalige equipage gebruikt. Andere (verouderde) termen zijn scheepsvolk, schepelingen, manschap en hens ("alle hens aan dek"). Artikel 1 van de Nederlandse Zeevaartbemanningswet definieert de bemanning van een schip als de "personen die een schip bemannen met inbegrip van de kapitein; de kapitein, de scheepsofficieren, de scheepsgezellen, en de overige opvarenden die in de monsterrol worden genoemd".
Meestal heeft de bemanning een hiërarchische bevelstructuur, met een gezagvoerder (de kapitein, schipper of piloot) die samen met een groep officieren leiding geeft aan de ondergeschikte bemanningsleden. Vaak wordt gesproken van "de kapitein en zijn bemanning". Er kunnen uniformen met rangonderscheidingstekens gedragen worden die de rangen van de verschillende bemanningsleden aangeven. De hiërarchische bevelstructuur geldt niet alleen op militaire vaar- en vliegtuigen maar ook in de civiele scheep- en luchtvaart. Passagiers maken geen deel uit van de bemanning.
De term "bemanning" wordt ook gebruikt in de roeisport. De bemanning van de roeiboot wordt geleid door de stuurman of -vrouw. Daarnaast omvat de bemanning de "slag", die geheel achter in de boot zit, en de "boeg", die helemaal voor in de boot zit.

## Rijn- en binnenvaart
| In de Rijn- en binnenvaart worden de volgende kwalificaties gebruikt:[2] | In de Rijn- en binnenvaart worden de volgende kwalificaties gebruikt:[2] | In de Rijn- en binnenvaart worden de volgende kwalificaties gebruikt:[2]                                                                                         |
|                                                                          | Met opleiding | Zonder opleiding |
| ------------------------------------------------------------------------ | --- | --- |
| Deksman                                                                  | * n.v.t. | * minimaal 18 jaar oud |
| Lichtmatroos                                                             | * minimaal 15 jaar oud - en * sticker leerovereenkomst | * niet mogelijk |
| Matroos                                                                  | * minimaal 17 jaar oud - en * diploma matroos - of * verklaring praktijkexamen matroos (+60 vaardagen)                                                                         | * minimaal 19 jaar * drie jaar vaartijd |
| Matroos/ Motordrijver                                                    | * een jaar vaartijd als matroos op een binnenschip met eigen motor(en) | * een jaar vaartijd als matroos op een binnenschip met eigen motor(en)                                                                                           |
| Volmatroos                                                               | * een jaar vaartijd als matroos - of * diploma schipper - of * diploma schipper / stuurman - of * diploma kapitein                                                             | * een jaar vaartijd als matroos |
| Stuurman                                                                 | * een jaar vaartijd als volmatroos - of * twee jaar vaartijd als matroos - of * groot vaarbewijs - of * Rijnpatent - of * praktijkexamen Schipper binnenvaart (+180 vaardagen) | BINNENWATEREN * een jaar vaartijd als volmatroos * twee jaar vaartijd als matroos RIJNVAART * twee jaar vaartijd als volmatroos * drie jaar vaartijd als matroos |
| Schipper                                                                 | De functie schipper wordt niet in het dienstboekje vermeld | |
| Machinist                                                                | * Ten minste 18 jaar oud - en * diploma machinist - of | *ten minste 19 jaar oud - of *twee jaar vaartijd als matroos op een binnenschip met eigen motor(en)                                                              |